# Richardsiella eruciformis
Richardsiella eruciformis är en gräsart som beskrevs av Elffers och Kenn.-o'byrne. Richardsiella eruciformis ingår i släktet Richardsiella och familjen gräs. Inga underarter finns listade i Catalogue of Life.